# شخصية بيئية

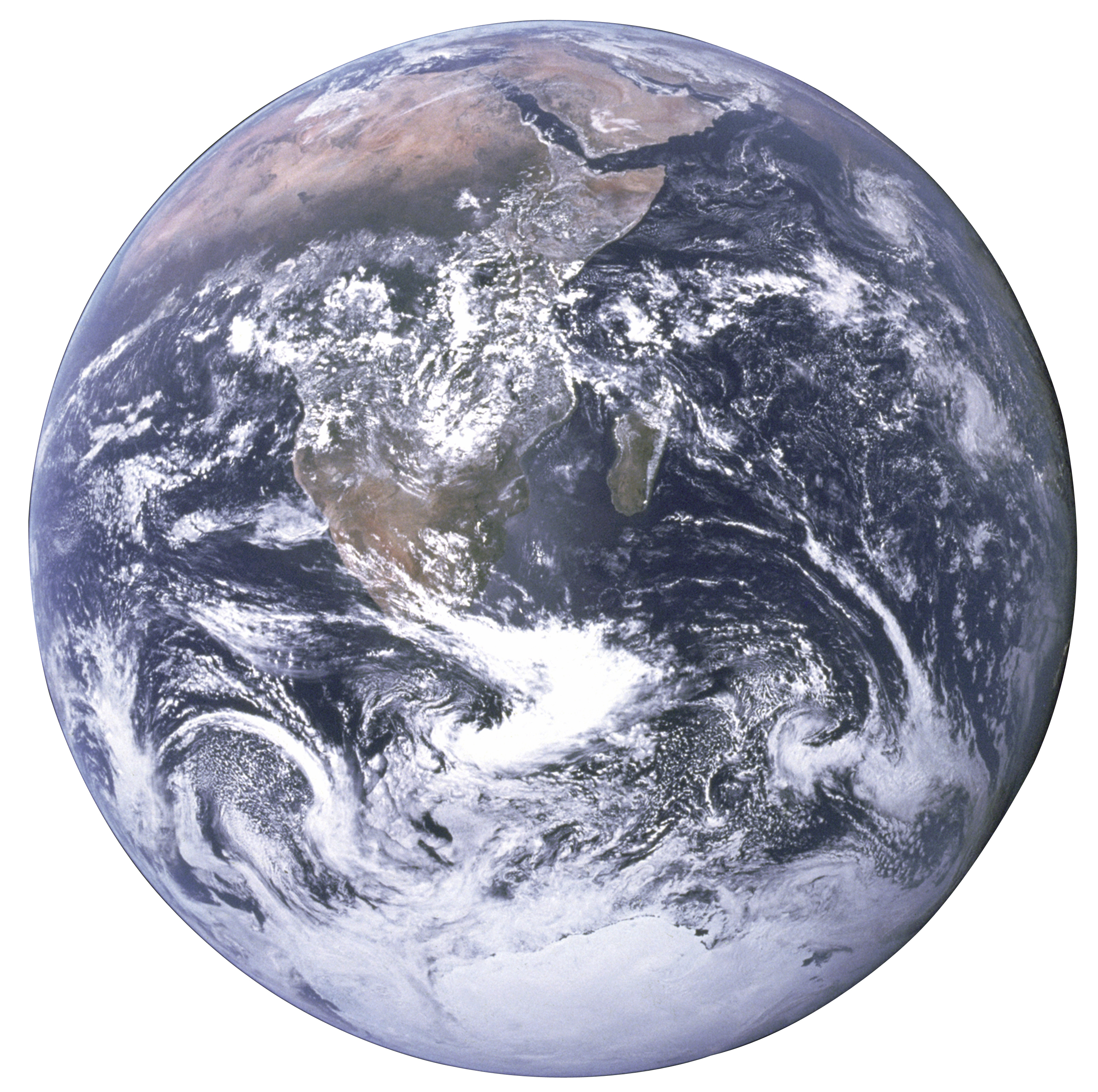
الأرض كما شوهدت من أبولو 17 عام 1972

الشخصية البيئية هي مفهوم قانوني يعرف بعض الكيانات البيئية بوصفها شخصية اعتبارية. يعطي ذلك للكيانات الحقوق، والحماية، والامتيازات، والمسؤوليات والالتزام القانوني للشخصية الاعتبارية. نشأت الشخصية البيئية نتيجة تطور التركيز القانوني سعيًا لحماية الطبيعة. تطور التركيز بمرور الوقت من الاهتمامات البشرية في استغلال الطبيعة، إلى حماية الطبيعة للأجيال البشرية المستقبلية، إلى المفاهيم التي تسمح بحماية الطبيعة باعتبارها ذات قيمة جوهرية. يمكن استخدام هذا المفهوم كوسيلة للاعتراف بعلاقات الشعوب الأصلية بالكيانات الطبيعية، مثل الأنهار. وتوفر الشخصية البيئية، التي تمنح الطبيعة (أو جوانب منها) حقوقًا معينة، في الوقت نفسه وسيلة للأفراد أو الجماعات مثل الشعوب الأصلية لتحقيق حقوقهم الإنسانية.

## خلفية
ناقش البروفيسور الأمريكي كريستوفر د. ستون فكرة إسناد الشخصية القانونية للأشياء الطبيعية لأول مرة في السبعينيات، في مقالته «هل يجب أن يكون للأشجار مكانة؟ نحو الحقوق القانونية للأشياء الطبيعية». لا يمكن امتلاك شخص اعتباري؛ لذا، لا يمكن أن تُنسب ملكية أي كيان بيئي له شخصية اعتبارية مثبتة. ترتبط المكانة (قانونيًا) مباشرةً بالشخصية الاعتبارية. تملك الكيانات التي تملك مكانة أو وضع قانوني، الحق أو القدرة على رفع دعوى أو المثول أمام المحكمة. لا يمكن للكيانات البيئية رفع دعوى أو المثول أمام المحكمة. ولكن، يمكن تحقيق هذا الإجراء أو المكانة بالنيابة عن الكيان من خلال وصي قانوني يمثله. يمكن أن يزيد التمثيل من حماية الجوانب ذات الأهمية الثقافية للبيئة الطبيعية، أو المناطق المعرضة للاستغلال والتلوث.

## الحقوق المحلية للطبيعة

### نيوزيلندا
أعلن منتزه تي يوريويرا الوطني في عام 2014 منطقة تي يوريويرا كيانًا قانونيًا بيئيًا. ولم تعد المنطقة التي ضمتها تي يوريويرا منتزهًا وطنيًا مملوكًا للحكومة وتحولت إلى أرض حرة غير قابلة للتصرف مملوكة لنفسها.
باتباع نفس الاتجاه، أعلن نهر وانغانوي النيوزيلندي شخصية اعتبارية في عام 2017. سمي هذا الكيان القانوني الجديد تي أوا توبوا واعترف به على أنه «كائن حي لا يتجزأ من الجبال إلى البحر، ويتضمن نهر وانغانوي وجميع عناصره المادية والميتافيزيقية.» يمثل النهر وصيان، أحدهما من وانغانوي إيوي والآخر من التاج.
وقعت الحكومة النيوزيلندية في عام 2017 أيضًا اتفاقية تمنح شخصية قانونية مماثلة لجبل تاراناكي وتعهدت بتغيير اسم متنزه إيغمونت الوطني، المحيط بالجبل.

### الهند
يعتبر نهرا الغانج وجُمنة اليوم شخصيتين اعتبارتين في محاولة لمكافحة التلوث. تعد هذه الأنهار مقدسة في الثقافة الهندوسية لقدرتها على الشفاء وجذب الحجاج الذين يستحمون وينثرون رماد موتاهم. تعرضت الأنهار للتلوث الشديد بسبب 1.5 مليار لتر من مياه الصرف الصحي غير المعالجة و500 مليون لتر من النفايات الصناعية الداخلة للأنهار يوميًا.
أمرت المحكمة العليا في ولاية أوتاراخند بشمال الهند في مارس 2017 بتخصيص وضع الكيانات القانونية لنهر الغانج ورافده الرئيسي، جُمنة. واكتسب النهران «جميع حقوق وواجبات ومسؤوليات الشخص الحي». عنى ذلك القرار أن تلويث النهرين أو إلحاق الضرر بها يعادل إيذاء شخص. واستشهدت المحكمة بمثال نهر وانغانوي النيوزيلندي، الذي أُعلن أيضًا أنه يمتلك الحقوق الكاملة للشخص الاعتباري.
قوبل تطور الشخصية البيئية هذا بالتشكيك لأن إعلان نهري الغانج وجُمنة كيانين حيين لن ينقذهما من التلوث الكبير والمستمر. وهناك حاجة محتملة لتغيير المواقف الثقافية القديمة تجاه نهر الغانج، التي تعتقد أن للنهر خصائص تنقية ذاتية.
توجد انتقادات أخرى تتعلق بعدم منح الوصاية على الأنهار إلا لأوتاراخند، وهي منطقة في شمال الهند تضم جزءًا صغيرًا من الامتداد الكامل للنهرين. يتدفق نهر الغانج لمسافة 2,525 كيلومترًا عبر أوتاراخند، وأتر برديش، وبهار، وجهارخاند والبنغال الغربية، ويمتد مسافة 96 كيلومترًا فقط عبر أوتاراخند. ويمر جزء صغير فقط من رافد جُمنة البالغ طوله 1,376 كيلومترًا عبر أوتاراخند -والذي يعبر أيضًا ولايات هاريانا، وهيماجل برديش، ودلهي وأتر برديش.
يدعو إعلان هذين النهرين الضعيفين كيانين قانونيين، بغض النظر عن الشكوك المحيطة بقرار محكمة أوتاراخند العليا، إلى حركة تغيير لحماية الحقوق البيئية والثقافية. ويمكن الاستناد إلى القرارات كأساس للتغيير التشريعي البيئي المستقبلي.

### الولايات المتحدة
عمل مجتمع صغير في ولاية بنسيلفانيا يُدعى بلدة توماكوا في عام 2006 مع مجموعة لحقوق الطبيعة تسمى صندوق الدفاع القانوني البيئي المجتمعي (سي إي إل دي إف). صاغت المجموعتان معًا تشريعات لحماية المجتمع وبيئته من إلقاء مياه الصرف الصحي السامة. ساعد صندوق الدفاع القانوني البيئي المجتمعي منذ عام 2006 أكثر من 30 مجتمعًا في عشر ولايات في جميع أنحاء الولايات المتحدة لوضع قوانين محلية تنظم حقوق الطبيعة. ساعد صندوق الدفاع القانوني البيئي المجتمعي أيضًا في صياغة دستور الإكوادور لعام 2008 بعد استفتاء وطني.
صاغت العديد من المدن الأخرى بالإضافة إلى توماكوا في جميع أنحاء الولايات المتحدة تشريعات يمكن أن تمنح، عمليًا، الطبيعة حقوقًا طبيعية. في عام 2008، أضاف سكان بلدة شابلي بولاية مين أحكامًا جديدة إلى المدونة القانونية للبلدة. منحت الأقسام الجديدة حقوقًا للطبيعة والمسطحات المائية الطبيعية المحيطة بشابلي، وهدفت إلى تجريد الشركات من الحقوق التي يمنحها لها دستور الولايات المتحدة. أدت خطة شركة نستله، التي تمتلك العديد من العلامات التجارية لقوارير المياه مثل بولند سبرينغ، لضخ حمولات الشاحنات من المياه الجوفية من شابلي إلى منشأة تعبئة المياه، إلى التغيير في المدونة القانونية لشابلي. اعتبارًا من عام 2019، لم ترفع أي دعاوى قضائية ضد شابلي في ولاية مين لتغيير المدونة القانونية للمدينة، ولم تختر شركة نستله تحدي المدونة أيضًا. لم يساعد صندوق الدفاع القانوني البيئي المجتمعي في هذه الحالة سكان شابلي في صياغة الأقسام 99-11 و99-12 من مدونتهم القانونية، وساعدوهم بدلًا منه محامين من ولاية فيرمونت.
ساعد صندوق الدفاع القانوني البيئي المجتمعي في أبريل 2013 المسؤولين في مقاطعة مورا في نيو مكسيكو في وضع قانون يحد من قدرة الشركات على استخراج الغاز والنفط، ويعطي حقوقًا للنظم البيئية الطبيعية والمسطحات المائية الموجودة داخل مقاطعة مورا. جعل هذا القانون مقاطعة مورا أول مكان داخل الولايات المتحدة يحظر إنتاج الغاز والنفط، في منطقة معينة، في بيان رسمي. رفعت دعوى قضائية ضد مقاطعة مورا في 12 نوفمبر 2013، التي أكدت أن قانون مقاطعة مورا ينتهك حقوق الشركات، وخاصةً التعديلات الأولى والخامسة والرابعة عشر. إذ اعتبر أن القانون ينتهك حقوق التعديل الأول للشركات. ألغى قاضي المقاطعة الأمريكية جيمس أو براوننغ في يناير 2015 قانون مقاطعة مورا عندما رأى أن القانون ينتهك حقوق التعديل الأولى للشركات.
استعانت بلدة غرانت، إنديانا، بنسلفانيا في أوائل عام 2014 بمساعدة صندوق الدفاع القانوني البيئي المجتمعي في صياغة قانون يعطي المسطحات المائية الطبيعية المحيطة ببلدة غرانت حقوقًا طبيعيةً. إذ حولت شركة تدعى بنسيلفانيا جنرال إنرجي (بّي جي إي) بئرًا قديمًا من النفط والغاز إلى «بئر حقن للمياه المستعملة»، وأصبح السكان قلقين بشأن ما قد يعنيه ذلك بالنسبة للنظم البيئية الطبيعية المحيطة ببلدتهم. كانت المياه المحقونة في بئر الحقن هي نفايات ناتجة عن عملية تسمى التصديع. ويمكن أن تحتوي هذه المياه على ملوثات وكيماويات ضارة قد تسمم المياه الجوفية. يعتمد معظم السكان في بلدة غرانت، على رافد ليتل ماهونينغ كريك لتلبية احتياجاتهم من المياه. وكان هناك احتمال بأن يلوث ليتل ماهونينغ، إذا حدث تسرب في بئر حقن المياه المستعملة. دفع خطر التلوث سكان بلدة غرانت إلى طلب مساعدة صندوق الدفاع القانوني البيئي المجتمعي في صياغة قانون. منح قانون بلدة غرانت حقوقا طبيعية للنظم الإيكولوجية والمياه الموجودة داخل حدود بلدة غرانت. وجرد مرسوم مدينة غرانت الشركات من حقوقها، معتبرًا أن الشركات لن تعتبر «أشخاصًا» داخل حدود بلدة غرانت. في أغسطس 2014، رفعت شركة بنسيلفانيا جنرال إنرجي دعوى قضائية ضد بلدة غرانت التي بدأت معركة قانونية استمرت خمس سنوات تقريبًا. خسرت بلدة غرانت الدعوى القضائية ضد بنسيلفانيا جنرال إنرجي في أبريل 2019، وأمرت القاضية سوزان باكستر بلدة غرانت بدفع المصاريف القانونية لشركة بنسيلفانيا جنرال إنرجي التي تجاوزت 100,000 دولار. وأعلن بطلان مرسوم بلدة غرانت أيضًا.